# 平野良
平野 良（ひらの りょう、1984年5月20日 - ）は、日本の俳優である。神奈川県出身で、かつては劇団東俳、ムーン・ザ・チャイルド、ベルジーエンタテインメント、ウェーブマスターに所属していた。現在はハルエンターテイメントに所属している。

## 略歴
- 中学生の時に劇団東俳に所属する。
- 1999年 -「3年B組金八先生 第5シリーズ」で映像デビューを果たす。
- 2002年 - ムーン・ザ・チャイルドに所属する[1]。
- 2007年 - 芸能プロダクション・ヴァーサタイルエンタテインメント-オルスタエンタテインメント（現ト) に所属する。
- 2012年 - ウェーブマスターへと移籍となる[2]。
- 2023年 - ウェーブマスターマネジメント部の移籍に伴い、ハルエンターテイメントに所属する[3]。

## 出演

### 舞台
- ラフカット2008～愛のメモリー（2008年10月1日 - 5日、全労済ホールスペース・ゼロ）
- ミュージカル『テニスの王子様』 - 一氏ユウジ（Aキャスト） 役
  - The Treasure Match 四天宝寺 feat.氷帝 
    - 東京：2008年12月13日 - 25日、日本青年館 大ホール
    - 大阪：12月28日 - 2009年1月4日、大阪メルパルクホール
    - 静岡：1月10日 - 12日、静岡市清水文化センター 大ホール
    - 金沢：1月17日 - 18日、石川厚生年金会館
    - 名古屋：1月23日 - 25日、愛知県勤労会館 講堂

  - Dream Live 6th 
    - 東京：2009年5月2日 - 3日、東京体育館
    - 神戸：5月9日 - 10日、神戸ワールド記念ホール

  - The Final Match 立海 First feat. 四天宝寺 
    - 東京：2009年7月30日 - 8月16日、日本青年館 大ホール
    - 大阪：8月19日 - 26日、大阪メルパルクホール
    - 広島：8月29日 - 30日、広島厚生年金会館
    - 名古屋：9月4日 - 6日、愛知県勤労会館 講堂
    - 仙台：9月19日 - 21日、イズミティ21
    - 東京凱旋：10月1日 - 4日、JCB HALL

  - Dream Live 7th 
    - 神戸：2010年5月7日 - 9日、神戸ワールド記念ホール
    - 横浜：5月20日 - 23日、横浜アリーナ
- パラレル・ライフ・パーティー（2009年6月10日 - 14日、ザムザ阿佐谷） - 主演 山下真吾 役
- 地図から消された島（2009年10月14日 - 18日、浅草橋 アドリブ小劇場） - 主演 只野広志 役
- 灰頭（2009年12月23日 - 27日、恵比寿・エコー劇場） - 主演 奥田 役
- 『SIMPLY BECAUSE IMITATION』－偽物だからこそ…－（2010年1月5日 - 10日、東京芸術劇場 小ホール2） - 二宮隼人 役
- 轟然～GO-ZEN～（2010年3月25日 - 30日、シアターグリーン BIG TREE THEATER） - 主演 美女丸 役
- 100LIFE－ワンハンドレッドライフ－（2010年4月23日 - 25日、前進座劇場） - 欽次 役
- 華鬼（2010年7月2日 - 11日、シアターグリーン BIG TREE THEATER） - 二ノ宮 役
- コカンセツ!（2010年8月12日、天王洲銀河劇場） - 岩切 役 ※ゲスト出演
- キティフィルムPresent's「ソラオの世界2010」（2010年8月29日 - 9月5日、東京芸術劇場 シアターウエスト） - 嫌がりネズミ、ベーシスト・カイ 他（16役）
- ふしぎ遊戯 - 鬼宿 役
  - 幻想少女◎アドベンチャー『ふしぎ遊戯』（2010年10月20日 - 24日、ザ・ポケット）
  - 幻想少女◎アドベンチャー『ふしぎ遊戯～朱雀編～』（2011年3月30日 - 4月3日、シアターサンモール）
  - 幻想少女◎アドベンチャー『ふしぎ遊戯～青龍編～』（2012年4月25日 - 5月2日、銀座博品館劇場）
  - ミュージカル『ふしぎ遊戯～朱ノ章～』（2016年4月8日 - 17日、池袋あうるすぽっと）
  - ミュージカル『ふしぎ遊戯～蒼ノ章～』（2018年10月13日 - 21日、全労済ホールスペース・ゼロ）[4]
- 姫子と7人のマモル（2010年12月18日 - 26日、全労済ホールスペース・ゼロ） - 金マモル、良子 役
- ケータイ刑事 銭形結（2010年12月30日、本多劇場） - ピザ屋 池田輝彦 役 ※ゲスト出演
- 新宿バックストリート（2011年2月9日 - 13日、全労済ホールスペース・ゼロ） - 鬼頭良平 役
- 劇団たいしゅう小説家 Presen's ai-kata公演「Nine Blood」（2011年5月14日 - 22日、池袋あうるすぽっと） - 吹田 役
- ザ・デッド・エンド（2011年6月22日 - 26日、新宿シアターモリエール9） - 主演 日野原順 役
- 蒼空時雨（2011年7月12日 - 18日、テアトルBONBON） - 主演 紀橋朱利 役
- アメリカン家族（2011年8月30日 - 9月4日、せんがわ劇場） - 主演 光田空男 役
- キティフィルムPresent's「ソラオの世界2011」（2011年10月5日 - 9日、前進座劇場） - 夢の中のベーシスト・カイ 他（21役）
- amipro「ジパングパイレーツ」（2011年12月21日 - 28日、笹塚ファクトリー） - 海賊ナギ 役
- Return To ZERO～何かを失ってしまった人々へ～（2012年1月21日、CLUB CITTA'） - ニシノ 役
- 不思議な町の王子様（2012年2月20日 - 24日、シアターサンモール） - 神風永遠 役
- キティフィルムPresent's『破壊ランナー』（2012年3月29日 - 4月3日、あうるすぽっと） - スパイク・クリムゾン 役
- 劇団たいしゅう小説家 10周年記念公演Vol.3 サンタクローズ・コン・ゲーム『Santa Claus Con-Game』（2012年5月19日 - 5月27日、萬劇場） - ヨナプッキ 役
- る・ひまわり「桜の森の満開の下」（2012年7月13日 - 16日、スパイラルホール） - 主演 山賊 役
- Decca「ラ・カヌビエール～奇跡のディナー」（2012年8月29日 - 9月2日、シアターサンモール） - 主演 小西優作 / ジョージ 役
- 理系ヲタが、船上で恋する確率（2012年9月26日 - 10月10日、新国立劇場 小劇場） - 池本輝基 役
- ライブ&朗読劇「激奏三国志～Soul of Rock～」（2012年11月11日、田町STUDIO CUBE326 2F ARK） - 張飛翼徳 役
- amipro「レンタル彼女」（2012年11月28日 - 12月2日、中野ザ・ポケット） - 原寿彦 役
- アポロ5「オーバースマイル」（2012年12月19日 - 23日、シアターモリエール） - オウ・レイ 役
- 吐息雪色（2012年12月24日、中野ザ・ポケット） - 紀橋朱利 役 ※ゲスト出演
- 劇団たいしゅう小説家10周年記念 The last + ai-kata「OH! - ROOM!」（2012年12月26日、萬劇場）※ゲスト出演
- ハンサム落語
  - 第一幕（2013年2月7日 - 11日、シアターサンモール）
  - 第二幕（2013年8月13日 - 18日、赤坂REDシアター）
  - 第三幕（2014年2月6日 - 11日、赤坂REDシアター / 2月15日 - 16日、テイジンホール）
  - 第四幕（2014年5月14日 - 18日、CBGKシブゲキ!!）
  - 第五幕（2015年2月13日 - 22日、赤坂REDシアター / 2月27日 - 3月1日、テイジンホール / 3月3日 - 4日、アクロス円形ホール / 3月10日 - 15日、CBGKシブゲキ!!）
  - 第六幕（2015年6月13日 - 21日、CBGKシブゲキ!! / 6月26日 - 28日、テイジンホール / 7月1日 - 5日、CBGKシブゲキ!!）
  - 第七幕（2016年2月5日 - 14日、赤坂REDシアター / 2月19日 - 21日、テイジンホール / 2月24日 - 28日、CBGKシブゲキ!!）
  - 第八幕（2016年11月1日 - 6日、CBGKシブゲキ!! / 11月11日 - 13日、テイジンホール）
  - 第九幕（2017年10月11日 - 22日、シアターサンモール）
  - 第十幕（2018年11月6日 - 13日、CBGKシブゲキ!! / 11月16日 - 18日、大阪・シアター朝日）
  - 2ndシーズン（2019年7月20日 - 31日、赤坂RED/THEATER）
  - ザ・リモート（2020年6月5日）
  - 2021（2021年5月22日 - 31日、浅草花劇場）
  - 2023（2023年10月4日 - 9日、CBGKシブゲキ!! / 10月13日 - 15日、シアター朝日）[5]
- 男子ing!!（2013年3月8日 - 3月17日、俳優座劇場） - タクヤ 役
- My Way 2013 ～名もなき戦士の詩～（2013年3月23日 - 31日、吉祥寺シアター） - 尾伏 役
- 劇団TEAM-ODAC 再演企画公演「ダルマ」（2013年5月15日 - 19日、全労済ホールスペース・ゼロ） - 平次 役
- ママと僕たち - 千曲川和哉 役
  - 「ママと僕たち」（2013年6月21日 - 30日、AiiA Theater Tokyo）
  - よちよちフェスティバル もっかい!いち!「ママと僕たち」（2015年2月7日 - 2月15日、AiiA Theater Tokyo）
  - よちよちフェスティバル もっかい!に!「ママと僕たち～おべんきょイヤイヤBABYS～」（2015年2月24日 - 25日、AiiA Theater Tokyo） ※ゲスト出演
- ポチッとな。-Switching On Summer-（2013年7月13日、俳優座劇場） - 日替わりゲスト
- ベニバラ兎団 vol.14「パライソの海 ―小さな花の夜露に映る月―」（2013年7月31日 - 8月4日、青山円形劇場） - 倉岳新八 役
- ミュージカル「SONG WRITERS」 - アントニオ・バルボア 役
  - ミュージカル「SONG WRITERS」（2013年10月5日 - 30日、シアタークリエ / 11月12日、愛知県芸術劇場大ホール / 11月16日 - 17日、森ノ宮ピロティホール）
  - ミュージカル「SONG WRITERS」再演（2015年7月20日 - 8月9日、シアタークリエ / 8月15日 - 16日、京都劇場）
- 朗読演劇極上文學V『Kの昇天～或はKの溺死～』（2013年11月27日 - 12月3日、全労済ホールスペース・ゼロ） - 読み師（K）役
- る・ひまわり「歳末明治座 る・フェア ～年末だよ!みんな集合!!～」（2013年12月21日 - 24日、明治座 / 12月31日、NHK大阪ホール） - 一条能成 役
- 一郎ちゃんがいく。（2014年1月22日 - 30日、青山円形劇場 / 3月5日 - 9日、近鉄アート館） - 堤男爵 役
- ミニチュア!!（2014年3月19日 - 23日、新宿 SPACE107） - 主演 昭島誠治 役
- 最遊記歌劇伝
  - 最遊記歌劇伝－God Child－（2014年5月2日 - 7日、全労済ホールスペース・ゼロ） - カミサマ 役
  - 最遊記歌劇伝－外伝－（2023年10月5日、品川プリンスホテル ステラボール）※ゲスト出演[6]
- WBB vol.6「そして、今夜もニコラシカ!」（2014年6月13日 - 22日、東京芸術劇場 シアターウエスト） - 高頭 役
- 江戸のえじそん（2014年7月11日 - 21日、あうるすぽっと） - 九十九（つくも） 役
- メサイア・プロジェクト - 堤嶺二 役
  - Messiah メサイア -紫微ノ章-（2014年8月20日 - 24日、サンシャイン劇場）[7]
  - Messiah メサイア -鋼ノ章-（2015年9月2日 - 13日、東京ドームシティ シアターGロッソ / 9月19日 - 21日、新神戸オリエンタル劇場）
- る・ひまわり 文学シリーズ「源氏物語～夢浮橋～」（2014年9月23日 - 28日、KAAT神奈川芸術劇場 大スタジオ） - W主演 匂宮、薫 役
- 音劇「朱と煤 aka to kuro」（2014年11月12日 - 16日、吉祥寺シアター） - 主演 秋沢栄太 役
- ペルソナ4 ジ・アルティメット イン マヨナカアリーナ（2014年12月19日 - 23日、東京芸術劇場 プレイハウス） - 花村陽介 役
- BOYS TALK!!（2014年12月25日 - 28日、新宿FACE） - しょう 役
- る・ひまわり「る・コン～あんなこと、こんなことあったでSHOW～」（2014年12月31日、明治座） - 一条能成 役
- ムッシュ・モウソワール「ブラック・ベルト」（2015年5月5日 - 9日、渋谷区文化総合センター大和田 伝承ホール） - 水餅 役
- 殺意の衝動 ～なぜ殺すのか?それが生きてる証明だから～ （2015年6月3日 - 7日、全労済ホールスペース・ゼロ） - W主演  有沢貴志 役
- BOY BAND（2015年10月10日、志木市民会館パルシティ / 10月15日 - 25日、よみうり大手町ホール / 10月31日、サンケイホールブリーゼ） - 主演 ソースケ（麻生颯介） 役
- 夜の姉妹（2015年12月11日 - 20日、品川プリンスホテル クラブeX / 12月23日 - 27日、近鉄アート館） - ローザ 役[8]
- おん・すてーじ「真夜中の弥次さん喜多さん」（2016年1月22日 - 24日、サンケイホールブリーゼ） - うその喜多さん 役 ※ゲスト出演
- ミュージカル「さよならソルシエ」 - W主演 フィンセント・ファン・ゴッホ 役
  - ミュージカル「さよならソルシエ」（2016年3月17日 - 21日、Zeppブルーシアター六本木）
  - ミュージカル「さよならソルシエ」再演（2017年3月17日 - 20日、シアター1010）
- ムッシュ・モウソワール「レッド・ジャケット」（2016年5月11日 - 15日、草月ホール） - エンジニア 役
- ジョー&マリ プロジェクト「熱闘!!飛龍小学校☆パワード」（2016年6月18日 - 26日、シアターサンモール） - 主演 赤木ジョー 役
- THE BAMBI SHOW～1st STAGE～（2016年7月6日 - 10日、新宿村LIVE） - 馬場先生 役 他
- インフェルノ（2016年9月3日 - 11日、東京ドームシティ シアターGロッソ） - W主演 ノエル 役[9]
- 名探偵コナン×ライブミステリー洋上の迷宮（2016年8月10日 - 21日、紀伊國屋サザンシアター / 9月16日 - 17日、道新ホール / 9月22日 - 25日、松下IMPホール） - 主演 葉上良一 役
- お気に召すまま（2017年1月4日 - 2月4日、シアタークリエ / 2月7日 - 12日、梅田芸術劇場 シアター・ドラマシティ / 2月15日、レクザムホール 大ホール / 2月24日 - 26日、キャナルシティ劇場） - シルヴィアス 役
- 文劇喫茶シリーズ「それから」（2017年5月3日 - 14日、俳優座劇場） - 主演 長井代助 役
- 舞台「ハイスクール!奇面組」 - 主演 一堂零 役
  - 舞台「ハイスクール!奇面組」（2017年6月1日 - 4日、全労済ホールスペース・ゼロ）[10][11]
  - 舞台「ハイスクール!奇面組2 ～嵐を呼ぶ変態ライバル対決～」（2018年8月2日 - 10日、草月ホール）
  - 舞台「ハイスクール!奇面組3 ～危機一髪!修学旅行編～」（2020年11月18日 - 23日、草月ホール）
- 戦国御伽絵巻「ヒデヨシ」（2017年8月5日 - 13日、紀伊國屋ホール） - 明智光秀 役
- ミュージカル｢しゃばけ」弐～空のビードロ・畳紙～（2017年9月2日 - 10日、紀伊國屋ホール） - 主演 松之助 役
- リーディングドラマ「SISTER」（2017年10月26日、博品館劇場） - 弟 役
- THE YASHIRO CONTE SHOW「ReLOVE」（2017年12月7日 - 17日、紀伊國屋ホール） - 主演 ミロク 役
- マリアビートル（2018年2月14日 - 18日、全労済ホールスペース・ゼロ） - 主演 七尾 役
- 東海道四谷怪談（2018年3月17日 - 25日、よみうり大手町ホール） - 主演 民谷伊右衛門 役
- シラノ・ド・ベルジュラック （2018年5月15日 - 30日、日生劇場 / 6月10日、芸術文化センター 阪急中ホール） - ヴァルヴァーニ子爵 役
- BOYS★TALK（2018年6月15日 - 16日、CBGKシブゲキ!!） ※ゲスト出演
- クロジ 第17回公演「いと恋めやも」（2018年8月22日 - 26日、全労済ホールスペース・ゼロ） - 主演 緋桜院鴇忠 役
- 舞台俳優×よしもとコラボイベント「劇タメ！新宿フルスロットル学園」（2018年9月16日、紀伊國屋ホール） ※ゲスト出演
- 朗読演劇極上文學XIII『こゝろ』（2018年12月13日 - 18日、紀伊國屋サザンシアター） - 先生 役[12]
- MASHIKAKU CONTE LIVE「ユニコーン」（2019年1月9日 - 13日、博品館劇場）
- アクティブリーディング『それから』白百合班（2019年1月18日、神保町花月） ※ゲスト出演
- 舞台「文豪とアルケミスト」 - 太宰治 役
  - 舞台「文豪とアルケミスト 余計者ノ挽歌（エレジー）」（2019年2月21日 - 28日、シアター1010 / 3月9日 - 10日、京都劇場） - 主演[13]
  - 舞台「文豪とアルケミスト 綴リ人ノ輪唱（カノン）」（2020年9月10日 - 22日、品川プリンスホテル ステラボール / 9月25日 - 27日、京都劇場） - 主演
  - 舞台「文豪とアルケミスト 捻クレ者ノ独唱（アリア）」（2022年2月3日 - 13日、シアター1010 / 2月18日 - 20日、森ノ宮ピロティホール）[14]
- ミュージカル『憂国のモリアーティ』 - W主演 シャーロック・ホームズ 役（鈴木勝吾とのW主演）
  - ミュージカル『憂国のモリアーティ』（2019年5月10日 - 19日、天王洲 銀河劇場 / 5月25日 - 26日、柏原市民文化会館リビエールホール 大ホール）[15]
  - ミュージカル『憂国のモリアーティ』Op.2 -大英帝国の醜聞-（2020年7月31日 - 8月10日、天王洲 銀河劇場 / 8月14日 - 16日、京都劇場）[16]
  - ミュージカル『憂国のモリアーティ』Op.3 -ホワイトチャペルの亡霊-（2021年8月5日 - 15日、品川プリンスホテル ステラボール / 8月19日 - 22日、サンケイホールブリーゼ）[17]
  - ミュージカル『憂国のモリアーティ』Op.4 -犯人は二人-（2023年1月27日 - 29日、新歌舞伎座 / 2月2日 - 12日、天王洲 銀河劇場）[18]
  - ミュージカル『憂国のモリアーティ』Op.5 –最後の事件-（2023年8月24日 - 27日、メルパルクホール / 9月1日 - 10日、天王洲 銀河劇場）[19]
  - ミュージカル『憂国のモリアーティ』コンサート（2024年7月11日 - 15日、シアターH）[20]
  - ミュージカル『憂国のモリアーティ』大英帝国の醜聞 Reprise（2025年5月16日 - 18日、シアターH / 5月23日 - 25日、京都劇場 / 5月30日 - 6月8日、天王洲 銀河劇場）[21]
- 舞台「アオアシ」（2019年7月11日 - 15日、シアター1010） - 福田達也 役
- ミュージカル「FACTORY GIRLS ～私が描く物語～」（2019年9月25日 - 10月9日、TBS赤坂ACTシアター / 10月25日 - 27日、梅田芸術劇場メインホール） - シェイマス 役
- る･ひまわり「明治座の変 麒麟にの・る」（2019年12月28日 - 31日、明治座） - W主演 明智光秀 役
- 鈴木勝秀×る・ひまわり「ウエアハウス-double-」（2020年1月25日 - 2月2日、新国立劇場 小劇場） - ヒガシヤマ 役
- ミュージカル『チェーザレ 破壊の創造者』（2020年4月13日 - 5月11日、明治座） - ジョヴァンニ・デ・メディチ 役 ※全公演中止
- ネット配信舞台『マトリョーシカの微笑』（2020年4月25日） - 桐生 役
- 音楽劇『モンテ・クリスト伯』（2020年5月24日 - 31日、明治座） - モンテ・クリスト伯 役 ※公演延期によるスケジュール調整不都合により降板
- リーディングシアターvol.1「RAMPO in the DARK」（2020年6月10日 - 14日） ※配信のみ
- エンゲキノマド「フェイス FACE／FAITH」（2020年6月16日 - 22日） ※配信のみ
- ミュージカル封神演義 -開戦の前奏曲（プレリュード）-（2020年10月25日、品川プリンスホテル ステラボール） - 趙公明 役 ※初日以外全公演中止
- る・ひまわり「チャオ！明治座祭10周年記念特別公演『忠臣蔵討入・る祭』」（2020年12月28日 - 31日、明治座） - W主演  寺坂吉右衛門 役
- 舞台「画狂人 北斎」（2021年3月4日 - 14日、新国立劇場 小劇場 / 3月20日 - 21日、北斎ホール / 3月24日 - 25日、サンケイホールブリーゼ / 3月28日、備前市市民センター / 3月31日、香川県県民ホール 小ホール / 4月3日 - 4日、北國新聞赤羽ホール） - 高井鴻山 / 柳川時太郎 役
- うち劇オンステージ『サイレントヴォイス』（2021年6月13日、こくみん共済 coop ホール／スペース・ゼロ） - 平健吾 役
- ロックミュージカル『MARS RED』（2021年6月24日 - 7月1日、天王洲 銀河劇場） - タケウチ 役
- 舞台 真・三國無双 ～荊州争奪戦IF～（2021年9月3日 - 8日、EX THEATER ROPPONGI） - 主演 周瑜 役 [22]
- 舞台「HELI-X」 - オシリス 役
  - 舞台「HELI-X Ⅱ ～アンモナイトシンドローム～」（2021年10月7日 - 17日、紀伊國屋サザンシアター）[23]
  - 舞台「HELI-X Ⅲ ～レディ・スピランセス～」（2022年6月3日 - 12日、サンシャイン劇場 / 6月18日 - 19日、メルパルクホール）[24]
  - 舞台「HELI-X～スパイラル・ラビリンス～」（2023年6月2日 - 11日、サンシャイン劇場 / 6月17日 - 18日、COOL JAPAN PARK OSAKA WWホール ※大阪公演中止）[25][26] - W主演
- 朗読で描くミステリー『アルセーヌ・ルパン～ああ、哀しき怪盗紳士～』（2021年10月24日、紀伊國屋ホール） - アルセーヌ・ルパン 役[27]
- 朗読活劇「信長を殺した男 2021」（2021年11月26日 - 28日、神田明神ホール） - 主演 明智光秀 役（桔梗班）[28]
- る・ひまわり「シンる・ひま オリジナ・る ミュージカ・る『明治座で逆風に帆を張・る!!』」（2021年12月28日 - 31日、明治座） - W主演 北条義時 役[29]
- ミュージカル「あなたの初恋探します」（2022年3月26日 - 4月17日、浅草九劇） - マルチマン 役[30]
- J‘S STUDIO PRODUCE Vol.3 リーディングミュージカル「To a new tomorrow 寓★話 2022」（2022年7月15日 - 17日、Grand Maison ORENO） - 男 役（森チーム）[31]
- 舞台「脳内ポイズンベリー」（2022年8月26日 - 9月6日、明治座 / 9月10日 - 12日、COOL JAPAN PARK OSAKA WWホール） - 越智宏彦 役[32]
- ｢coemiru｣ vol.3 会話劇『眠れない眠りたくないfeat.太田夢莉』（2022年9月17日、YMCAアジア青少年センター スペースYホール）[33]
- 朗読劇「青空」（2022年11月1日・8日、博品館劇場） - 小太郎 役[34]
- る・ひまわり「笑う門には福来・る祭 明治座でどうな・る家康」（2022年12月23日 - 26日、明治座 / 2023年1月8日、梅田芸術劇場メインホール） - 主演 徳川家康 役[35]
- る・ひまわり「シン・るコンサート」（2022年12月31日 - 2023年1月1日、梅田芸術劇場 シアター・ドラマシティ）[36]
- 朗読劇『モルグ街の殺人～最初の探偵デュパンの物語～』（2023年2月24日・26日、CBGKシブゲキ!!） - デュパン 役[37][38]
- 舞台「信長未満 -転生光秀が倒せない-」（2023年3月23日 - 3月26日、KAAT神奈川芸術劇場 ホール） - 明智光秀 役[39]
- 朗読×生演奏「うたかたの」（2023年3月29日、こくみん共済 coop ホール／スペース・ゼロ）[40]
- CCCreation Presents 舞台「桜姫東文章」（2023年5月3日 - 10日、こくみん共済 coop ホール／スペース・ゼロ） - 清玄 役[41][42]
- ミュージカル「伝説のリトルバスケットボール団」（2023年7月27日、タワーホール船堀[注 1]  / 2024年2月15日 - 25日、草月ホール / 3月2日 - 3日、松下IMPホール） - ジョンウ 役[43][44]
- 朗読劇「世界から猫が消えたなら」（2023年12月13日、こくみん共済 coop ホール／スペース・ゼロ） - 悪魔 役[45]
- 朗読劇「夢から醒めない夢を見よ。」（2023年12月16日、シアター・アルファ東京） - 原口海星 役[46]
- る・ひまわり「シンる・ひま オリジナ・る ミュージカ・る『ながされ・る君へ～足利尊氏太変記～』」（2023年12月28日、明治座）※ゲスト出演[47]
- 朗読劇「朝彦と夜彦1987」（2024年1月10日・12日・13日、渋谷区文化総合センター大和田 さくらホール） - 山田朝彦 役[48]
- ワーキング・ステージ「ビジネスライクプレイ3」（2024年5月3日 - 11日、新宿FACE） - 赤城桂太郎 役[49]
- 舞台「白蟻」（2024年6月6日 - 9日、KAAT神奈川芸術劇場 大スタジオ） - W主演 櫛本悟、勢堂直哉 役[50]
- 加藤啓アワーフェス（2024年7月27日、浅草九劇）[51]
- 朗読劇『文豪LETTERS』（2024年8月14日、ドームホール）[52]
- 前田慶次 かぶき旅 STAGE&LIVE ～肥後の虎・加藤清正編～（2024年9月27日 - 10月6日、シアターH / 10月31日 - 11月4日、サンケイホールブリーゼ） - 権一 役[53]
- 舞台『羽州の狐』（2024年10月23日 - 27日、CBGKシブゲキ!!） - 中野義時、黒田官兵衛 役[54]
- る・ひまわり「シンる・ひま オリジナ・る ミュージカ・る 革命『もえ・る剣』」（2024年12月27日 - 2025年1月2日、シアターH / 1月18日 - 19日、サンケイホールブリーゼ） - 土方歳三 役[55]
- CCCreation Presents 舞台「黒蜥蜴～Burlesque KUROTOKAGE～」（2025年2月8日 - 16日、こくみん共済 coop ホール／スペース・ゼロ） - 明智小五郎 役[56][57]
- ミュージカル「インサイド・ウィリアム」（2025年3月13日 - 23日、三越劇場） - 主演 シェイクスピア 役（Wキャスト）[58]
- ハジケ・る ポップコーン一座「『テイ・る オブ ナイトメア』～不思議の国の給仕係～」（2025年3月29日、I'M A SHOW）※ゲスト出演（アリス 役）[59]
- 朗読劇「夢の値段」（2025年4月29日、シアター・アルファ東京） - 健介 役[60]
- 舞台「日本三國」（2025年7月25日 - 8月3日、シアターH） - 賀来泰明 役[61]
- Tokyo Kaidan Collection（2025年8月23日 - 24日、シアターH）[62]
- る・ひまわり「時をかけ・る～LOSER～2」（2025年10月30日 - 11月4日、品川プリンスホテル クラブeX） - 坂本龍馬 役 他[63]

### テレビドラマ
- 3年B組金八先生（TBS） - 中込祥夫 役
  - 第5シリーズ（1999年10月14日 - 2000年3月30日）
  - スペシャル10「お前死んだらオレ泣くぞ・3B1年ぶり大集合」（2001年4月5日）
  - 3年B組金八先生ファイナル～「最後の贈る言葉」（2011年3月27日）
- はぐれ刑事純情派（2000年9月20日、テレビ朝日）
- 天国に一番近い男（2001年4月13日 - 6月29日、TBS） - 双木洋一 役
- 天国までの百マイル（2001年4月26日、テレビ東京）
- 巡査 -埼玉県警瀬南署の夏-（2001年10月21日、BS-i） - 根元喜久男 役
- パパとムスメの7日間（2007年7月1日 - 8月19日、TBS） - 柴本順平 役
- ケータイ刑事 銭形結 第7・8・9話（2010年1月22日 - 2月5日、BS-TBS） - 池田輝彦 役
- 戦国★男士（2011年10月1日 - 2012年3月24日、テレビ神奈川 他） - 伊達成実 役
- 青空の卵（2012年8月18日 - 9月8日、BS朝日） - 塚田基 役
- 男子ing!!（2012年9月14日 - 2013年2月8日、TOKYO MX） - タクヤ 役
- Messiah メサイア -影青ノ章-（2015年2月20日 - 3月27日、TOKYO MX） - 堤嶺二 役
- リバース 第6話（2017年5月19日、TBS） - 岡本翔真 役
- REAL⇔FAKE 第3・最終話（2019年9月1日 - 9月23日、MBS/9月4日 - 9月23日、TBS） - 鏑木奏真 役
- ランチ合コン探偵～恋とグルメと謎解きと～ 第8話（2020年2月27日、日本テレビ 他） - 谷川恵一 役
- 闇芝居(生)（2020年9月9日 - 11月25日、テレビ東京）
- 信長未満 -転生光秀が倒せない-（2022年10月25日 - 12月27日、tvk） - 明智光秀 役[64]

### テレビ番組
- 戦国鍋TV ～なんとなく歴史が学べる映像～（2010年 - 2011年・2012年、tvk 他）

「大坂ハイスクール 高校与太郎爆進ロード」 - 豊臣秀頼 役
「利休七哲」 - 細川忠興 役
「謙信上杉の統べりたい話」 - 上杉景勝 役
「RQ～カリスマショップ 千利休～」 - 尊蔵 役
「ヘアアーティスト毛利」 - 尼子国久 役
- 戦国鍋TV tvkに40年の歴史あり!祝ってみせようホトトギスLIVE （2012年12月31日、tvk 他） - 利休七哲 細川忠興/ホトきんトリオ 織田信長 役
- 戦国鍋TVライブツアー ～武士ロックフェスティバル2013～（2013年3月31日、tvk 他） - 利休七哲 細川忠興/ホトきんトリオ 織田信長/徳川15代将軍 徳川吉宗 役
- ブタイモン（2016年5月1日 - 9月25日、TOKYO MX/MX1）

ハンサム落語アワー（千葉編、神奈川編、埼玉編）
- 俺旅。シーズン3（2017年1月12日 - 3月16日、tvk 他）
- 2.5次元ナビ!（2017年4月21日 - 2024年3月25日、日テレプラス）
- カナフルTV（2018年4月1日 - 、tvk）
- 僕たちの小トリップ～上越篇～（2018年10月8日、tvk）
- マーダーミステリーShowcase～5人の証言～『あの子は乙女の夢から覚めて』（2024年12月8日、日テレプラス） - 紫乃 役[65][66]

### 映画
- 十年愛（2008年11月1日）
- ガチンコ!喧嘩上等（2010年3月13日） - 藤原浩太 役
- フェアトレードボーイ（2014年1月12日） - グッチ 役
- フェアトレードボーイ2（2015年3月9日） - グッチ 役
- HARAJUKU ～天使がくれた七日間～（2020年4月18日） - 修太 役
- この動画は再生できません THE MOVIE（2024年9月13日） - ダイスケ 役[67][68]

### イベント
- 舞台「新春戦国鍋祭～あんまり近づきすぎると斬られちゃうよ～」（2011年1月8日・12日・14日[注 2]）  - 利休七哲・細川忠興 役
- 戦国鍋TV まさかの1周年記念調子に乗ってCDまで出しちゃいますライブ（2011年5月11日、関内ホール） - 利休七哲 細川忠興 役
- 戦国鍋TV tvkに40年の歴史あり!祝ってみせようホトトギスLIVE（2012年10月20日、横浜赤レンガパーク野外特設会場） - 利休七哲 細川忠興/ホトきんトリオ 織田信長 役
- 戦国鍋TVライブツアー ～武士ロックフェスティバル2013～（2013年1月8日 - 9日、ZeppTokyo/1月11日、Zeppなんば） - 利休七哲 細川忠興/ホトきんトリオ 織田信長/徳川15代将軍 徳川吉宗 役
- 芸能人男子フットサルイベント「フットバス」[70]（2013年4月27日、墨田区総合体育館）
- 生男ch 番外公開放送（2013年4月28日、新宿ロフトプラスワン） - ゲスト
- 平野良2016カレンダー発売記念イベント（2015年11月21日、南港サンセットホール / 11月22日、発明会館）
- 平野良2017カレンダー発売記念イベント（2016年12月3日、東成区民センター 小ホール / 12月4日、発明会館）
- 平野良2018カレンダー発売記念イベント（2017年10月8日、発明会館）
- 平野良2019カレンダー発売記念イベント&「おもいッきり木曜日」ファンの集い（2018年12月22日、スペースFS汐留）
- 平野良2020年カレンダー発売記念イベント（2020年1月11日、LIVE HOUSE TOGI BAR）
- 千銃士 絶対高貴LIVE2020 ～勲章授与パーティ～（2020年2月24日、豊洲PIT）
- Japan Musical Festival 2022（2022年1月28日、LINE CUBE SHIBUYA（渋谷公会堂））[71]
- Japan Musical Festival 2022 Winter Season（2022年12月28日、オーチャードホール）[72]
- 平野良 フォト&エッセイ「39」発売記念イベント（2023年2月18日 - 19日、LEAGUE JIMBOCHO）[73]
- 平野良バースデーイベント『p-s』（2025年6月21日、R’sアートコート）[74]
- 「時る2」上映会（2025年11月9日、サンケイホールブリーゼ）

### テレビアニメ
- 闇芝居-第1期-（2013年7月 - 9月、テレビ東京）[75]
- 闇芝居-第2期-（2014年7月 - 9月、テレビ東京）
- 闇芝居-第6期-（2018年7月 - 9月、テレビ東京）[76]
- 千銃士（2018年7月 - 9月、TOKYO MX 他） - アレクサンドル 役
- 闇芝居-第11期-（2023年7月 - 9月、テレビ東京）[77]

### アプリ・ゲーム
- 千銃士（2018年 - 2019年） - アレクサンドル 役
- 俳優チャット小説アプリ KISSMILLe（キスミル）「STIGMA 2050」（2025年） - 紺野理一郎 役

### ドラマCD
- 時空警察ハイペリオン外伝 幕末異聞伝（2010年3月） - ウェズン 役

### ラジオドラマ
- 今はどっちだ!?（2017年3月2日 - 4月27日、Kiss FM KOBE） - 良平 役

### 配信番組
- 平野 良のおもいッきり木曜日（2015年4月 - [注 3]、ニコニコチャンネル）

### PV
- Seventh Tarz Armstrong
- 御曹司「恋のMINAMOTO～Bomb of the Love～」
- いろは坂48カーブ「天下人マジナリテー」
- 平野良『炎立つ』～THE LE TAKE～
- 徳川12神Show Man「オレンチキテ」
- 武（たけし）「BAKE-MONSTER」
- Sonnow Man「横須賀っぺストーリー」

## 作品

### 演出・脚本
- 舞台「BIRTHDAY」（2019年11月27日 - 12月1日、全労済ホールスペース・ゼロ） - 原案・演出[79]
- される僕ら（仮）～レギュラーになってないのかよ！～（2021年12月17日、tvk） - 演出・脚本[80]
- 2.5次元ナビ! シアターVol.1～セッションしようゼ！～（2022年10月13日 - 16日、CBGKシブゲキ!!） - 脚本・演出・出演[81]
- 2.5次元ナビ! シアターVol.2～Show Must Go On～（2023年11月8日 - 12日、シアター・アルファ東京） - 演出・出演[82]
- る・ひまわり「時をかけ・る～LOSER～」（2024年3月22日 - 24日、新国立劇場 小劇場） - 演出・出演[83]
- 舞台『羽州の狐』（2024年10月23日 - 27日、CBGKシブゲキ!!） - 演出・出演[54]
- る・ひまわり「時をかけ・る～LOSER～2」（2025年10月30日 - 11月4日、品川プリンスホテル クラブeX） - 演出・出演[63]

### DVD
- Mémoire(メモワール)～平野良プサン5日間の旅～（2011年12月19日、ザ・ワークス）
- ベストアクター・コレクション 平野良（2013年6月5日、アルバトロス）

### CD
- 舞台「ふしぎ遊戯」オリジナルサウンドトラック「今日の雨は君の涙」（2011年3月16日）
- 戦国鍋TV ミュージック・トゥナイト ～なんとなく歴史が学べるCD～（2011年3月23日） - 利休七哲 - 細川忠興 役
- 「2.5次元ナビ！」EDテーマ曲「キミと、ボクの世界」（2018年9月26日）
- 『千銃士』絶対高貴ソングシリーズ Noble Bullet 06 ロマノフグループ「Trust Me!!」（2018年10月24日） - アレクサンドル 役

### 書籍
- 平野良フォトブック「appreciation」（2009年10月17日、スタジオワープ）
- 平野良1st写真集「挑んでゆく。」（2010年5月20日、スタジオワープ）
- 平野良フォト&エッセイ「39」（2023年2月14日、エス・エル・エフ）